# Армения на Всемирных военных играх
Армения принимает участие во Всемирных военных играх: в летних Играх с 1995 года, в зимних Играх с 2017 года.
На летних Играх военнослужащие-спортсмены Армении завоевали (с учётом результатов летних Игр 2019 года) всего 7 медалей, из них 1 золотую, в медальном зачёте занимают 57-е место; на зимних Играх (с учётом результатов зимних Игр 2017 года) ни одной медали не завоевали.

## Медальный зачёт

### Медали на летних Всемирных военных играх
| Игры        | Золото         | Серебро        | Бронза         | Всего          | Место          |
| 1995 Рим    | 1              | 0              | 2              | 3              | 27             |
| 1999 Загреб | 0              | 0              | 0              | 0              | —              |
| 2003—2011   | не участвовали | не участвовали | не участвовали | не участвовали | не участвовали |
| 2015 Мунгён | 0              | 1              | 1              | 2              | 48             |
| 2019 Ухань  | 0              | 0              | 1              | 1              | 56             |
| Всего       | 1              | 1              | 5              | 7              | 57             |